# 相撲茶屋
相撲茶屋（すもう ぢゃや）とは、大相撲の本場所において、入場券の売買仲介および会場での接客や案内を行う店舗である。単にお茶屋（おちゃや）ともいう。正式名称は相撲案内所（すもう あんないしょ）だが、あまり普及はしていない。
なお「相撲茶屋○○」と名乗るちゃんこ料理店があるが、後述の相撲案内所の業務とは全く関係ない。

## 概要
2025年現在、相撲茶屋は東京に20軒、大阪に8軒、名古屋に3軒あり、それぞれ国技館、大阪府立体育会館、愛知県体育館 (2025年からはIGアリーナ) で行われる本場所にあわせて業務を行っている。福岡国際センターで行われる九州場所の場合、前述のような相撲茶屋こそ存在しないが、大相撲売店「喜久家」が同等の業務を行っている。
東京の相撲茶屋は、20軒全てを国技館サービス株式会社（こくぎかんサービス、本社：国技館内）が経営している。大阪、名古屋については1軒ごとに独立した業者が行っている。大阪の8軒は「大阪相撲案内所組合」を編成している。
相撲茶屋には、店舗責任者である女将や主人のほか、事務長である番頭が置かれている。また、入場券販売の窓口となったり飲食の接待を行う出方と呼ばれる従業員がいる。女将・主人は往年の関取に縁のある人物が多い。半数以上が出羽海一門系列の茶屋であり、相撲協会の本流として出羽海一門が君臨する基盤となっている。
相撲茶屋の業務は、おおむね下記の2つに分けられる。

### 入場券の販売・仲介
相撲茶屋は枡席などの上等の席について、日本相撲協会からの委託により入場券の販売権を持っており、その割り当ては慣例によりそれぞれの縄張りが定まっている。たとえば、現在国技館には約1500の枡席があるが、そのうちの70％から80％が相撲茶屋の持分として売りさばかれる（最大で1200枡）。さらに、その一割以上を最大手の「四ツ万」が「保有」しており、他の相撲茶屋はこの席を売ることはできない。割り当ては旧慣のほか茶屋同士の話し合いで決まることもある。
相撲茶屋が保有する入場券は、弁当・土産等の当日の飲食饗応とセットになって、さらに建前上任意ではあるものの出方に祝儀を渡すのが慣例であり、総額としては入場券本体の価格よりもかなりの高額を払うことになる。天竜は1957年の国会答弁において「マル公で手に入るならば、それでは茶屋がつぶれているはずです。」と指摘している。多くの場合、相撲茶屋の得意先や相撲関係の人脈のある客に優先して売りさばかれるが、プレイガイドに出回ることもある。

### 会場での接待
本場所期間中には、会場の入場口に各相撲茶屋の簡易店舗が設けられる。各相撲茶屋の販売権のもとに売りさばかれた入場券は、たとえ電話購入やプレイガイドで購入したものであっても「接待権」を有するため、入場客は該当の相撲茶屋で受付を行わなければならない。国技館の場合、入場券の裏面にその席を「縄張り」としている相撲茶屋の名称がスタンプで押されている（2006年‹平成18年›までは相撲茶屋の番号が記されているだけであった）。
受付後に、出方が入場客を席に案内する。この際に入場客は出方にご祝儀（チップ）を渡すのが慣例となっており、ご祝儀の額によりその後のサービスの質が変わることがある。
席には湯茶・弁当・取組表・土産物などが用意されているほか、入場客の注文に応じて随時出方が飲食を提供する。

## 相撲茶屋から相撲案内所へ
かつて歌舞伎や人形浄瑠璃の劇場では芝居茶屋とよばれる専属のお食事処が観客の食事や飲み物をまかなっていた。これと同じように、大相撲においても、宝暦から明和年間に江戸勧進相撲の観客同士で桟敷札の調達や飲食提供を行っていたのを起源として、寛政年間には相撲茶屋の前身である「桟敷方」と呼ばれる業者が組織された。天保年間には14の桟敷方が相撲会所から委託を受けて席札の販売や接客を行うようになった。1909年（明治42年）に旧両国国技館が設立された際に、当時の20あった桟敷方は入口に待合（待合茶屋）を設置して業務を行い、これより後「相撲茶屋」と呼ばれるようになった。
日本相撲協会は1957年（昭和32年）の制度改革の際、当時蔵前国技館に20軒あった「相撲茶屋」を新たに「相撲案内所」とし、それぞれの屋号をやめてこれを「一番」から「二十番」の案内所とした。そして新規に「相撲サービス株式会社」を立ち上げ、各案内所をその傘下に置いて法人化した。相撲サービス社は1985年（昭和60年）に国技館が台東区の蔵前から墨田区の横網に移転する際、この社名が墨田区ではすでに登記されていたため、当時の日本相撲協会春日野理事長の発案で現行の「国技館サービス株式会社」の名称に変更された。
しかし、今日でもこれらの業者のことを正式名称の「相撲案内所」と呼ぶことは稀で、一般には「相撲茶屋」または「お茶屋」と呼ぶことがほとんどである。NHKも「相撲茶屋」の方を主に使う。「一番」から「二十番」の案内所番号に至ってはほとんど有名無実化しており、それぞれのお茶屋では今日でもそれぞれの由緒ある屋号を前面に打ち出して使用している。それぞれの枡に置かれた湯のみや急須（かつて枡席での喫煙が認められていた時代には灰皿も）、出方の持っている荷物運搬用の籠には、その枡席を保有するお茶屋の番号が無造作にマジックインキで書きつけられている。作家の喜多哲士は自身のウェブサイト「大相撲小言場所」で、この有様を「大相撲は現代に残る江戸時代だ。スポーツではない、興行だ」と評している。

## 日本相撲協会との関係
相撲案内所と日本相撲協会は、長年持ちつもたれつの関係にある。
相撲人気に陰りがあるときも、入場券を安定的に大量購入し、コネを駆使してさばいてくれる相撲案内所の存在は、協会の財政に大いに貢献している。逆に、人気力士の活躍で相撲人気が高まった時には、一般人が入場券を入手するのが困難となり、その度に相撲案内所制度への批判が出ている。
昭和初期に相撲人気が高まった際には、一般人が升席を取ることができず不満が高まった時期があった。
相撲協会は、1939年（昭和14年）に本場所13日制から15日制に改めた際に、初日に限り「大衆デー」として升席の一般販売を行い、相撲茶屋を介在させた販売手法に風穴を開けたこともある。さらに、戦時色が強まった1940年（昭和15年）以降、警視庁は相撲茶屋に対して、入場券のプレミアム販売などを自粛するように再三にわたり指導。これらの取り組みにより相撲茶屋の経営上のメリットが薄れた時期もあったが、戦後は元の関係に復した。協会の有力者の親族が茶屋の経営者になることが多いことから、永井高一郎（元幕内・阿久津川）は国会において茶屋制度を「相撲協会の制度というものは、ちょうどサル回しがサルを回す。三番叟をやらしたりいろいろなことをサルに踊らして、サル回しはそのサルの働きによってうまいものを食べて栄養をとるというのと同じように、相撲取りや相撲協会の年寄はサルで、第三者の茶屋とか売店とか、周囲におるものがサル回しです。」と揶揄している。

## 相撲案内所（お茶屋）の一覧

### 国技館
毎年一月、五月、九月の大相撲本場所が開催される期間中、国技館サービス社のもとには「一番」〜「二十番」の「相撲案内所」が置かれ、これが実際の営業業務を行う。
以下の一覧は2017年当時のもの。2023年現在、20番案内所は林家 から千鳥屋に変更している。
| 案内所 | 屋号                  | 備考                                                                         |
| ------ | --------------------- | ---------------------------------------------------------------------------- |
| 一番   | たかさごや 高砂家     | 店主は元横綱 常陸山（五代 出羽海親方）の裔                                   |
| 二番   | きのくにや 紀の国家   | 店主は元横綱 柏戸（七代 鏡山親方）の未亡人の妹                               |
| 三番   | やまとや 大和家       | 店主は元横綱 栃錦（九代 春日野親方）の義妹                                   |
| 四番   | よしかわ 吉可和       | 店主は元関脇 寺尾（二十代 錣山親方）の叔母                                   |
| 五番   | みのきゅう みの久     | 店主は元行司木村一学の裔                                                     |
| 六番   | なかばしや 中橋家     | 店主は元関脇大蛇潟の子の妻の妹                                               |
| 七番   | わかしま 和歌島       | 店主は元関脇 福の花（十三代 関ノ戸親方、元小結 和歌嶌の婿養子）の子          |
| 八番   | じょうしゅうや 上州家 | 店主は元関脇 房錦（十代 若松親方、元前頭3枚目 鯱ノ里の婿養子）の娘           |
| 九番   | にしかわや 西川家     | 店主は元前頭2枚目 清恵波（九代 中川親方、元前頭筆頭 吉野山の婿養子）の子の妻 |
| 十番   | みかわや 三河屋       | 店主は元大関 伊勢ノ濱（七代 中立親方）の孫の妻                               |
| 十一番 | じょうしょう 上庄     | 店主は日本橋の炭屋の裔                                                       |
| 十二番 | よつまん 四ツ万       | 店主は元横綱 佐田の山（十二代 境川親方、元前頭筆頭 出羽ノ花の養子）の妻      |
| 十三番 | むさしや 武蔵屋       | 店主は元大関國見山の弟子の元幕下國ノ川（友綱部屋）の子の妻                   |
| 十四番 | しらとよ 白豊         | 店主は元横綱 常ノ花（七代 出羽海親方）の孫                                   |
| 十五番 | はせがわや 長谷川家   | 店主は元呼出勘太郎の裔                                                       |
| 十六番 | かわへい 河平         | 店主は元横綱 玉錦（六代 二所ノ関親方）の子                                   |
| 十七番 | ふじしまや 藤しま家   | 店主は元横綱 常ノ花（七代 出羽海親方）の曾孫                                 |
| 十八番 | いせふく 伊勢福       | 店主は元関脇 鷲羽山（十代 出羽海親方、元小結大起の養子）の妻                 |
| 十九番 | たてかわ 竪川         | 店主は元小結若湊 （四代 富士ヶ根親方）の姪                                   |
| 二十番 | ちどりや 千鳥屋       | 店主は大阪で相撲茶屋を経営。                                                 |

### 大阪府立体育会館
- 清水（2023年から、旧「やぐら」からの引継ぎ[32]）
- 本家
- 勝恵美
- いづみ
- 二葉
- 天野
- 千鳥屋
- いこま屋

### 愛知県体育館→IGアリーナ
- かね秀
- 寿
- あすか

## 逸話
- 両国国技館の名物の一つに焼き鳥がある。その製造工程（調理・包装）を一括して行っているのが地下の「焼き鳥工場」だが、これを管理経営しているのも国技館サービスである。以前は毎年1月、5月、9月の本場所が開催される期間中のみの営業であったが、この焼き鳥の美味しさが評判となり「国技館焼き鳥」の商品名で、現在は通年で両国国技館及びJR東日本の東京駅・上野駅・新宿駅・八王子駅・大宮駅構内の駅弁販売店、首都圏のザ・ガーデン自由が丘一部店舗、両国観光案内所（江戸NOREN）などで購入することができる[33]。これにより焼き鳥工場の通年稼働が可能となり従業員の安定雇用に寄与している。
  - またこの国技館の焼き鳥とコラボレーションした商品があり、国分首都圏が「日本相撲協会公認・国技館焼き鳥 鶏つくねタレ味」[34]、山崎製パンからも「日本相撲協会監修・国技館やきとり風味パン」他菓子パン4種（2022年9月期限定）[35] がそれぞれ発売された。
- かつてGAORAなどでプロレス中継の実況をしていた松崎年男は、父が元関脇・房錦の10代若松親方で、本人も相撲茶屋「上州家｣（相撲案内所 八番）の会長代行を務めた。

## 報道
18代間垣であった2代目若乃花は後年、貴闘力のYoutubeチャンネルで「維持員席を巡るダフ屋行為の責任者を8代尾車が行っており、その収益のマネーロンダリングが相撲茶屋を通すことによって行われている」と主張した。